# Pterodroma
Pterodroma is een geslacht van vogels uit de familie stormvogels (Procellariidae). Het geslacht telt 35 soorten.

## Soorten
- Pterodroma alba  – Phoenixstormvogel
- Pterodroma arminjoniana  – Arminjons stormvogel
- Pterodroma atrata  – Hendersonstormvogel
- Pterodroma axillaris  – Chathamstormvogel
- Pterodroma baraui  – Baraus stormvogel
- Pterodroma brevipes  – Halsbandstormvogel
- Pterodroma cahow  – Bermudastormvogel
- Pterodroma caribbaea  – Jamaicaanse stormvogel
- Pterodroma cervicalis  – Kermadecwitnekstormvogel
- Pterodroma cookii  – Cooks stormvogel
- Pterodroma defilippiana  – Juan Fernandezstormvogel
- Pterodroma deserta  – Desertasstormvogel
- Pterodroma externa  – Witnekstormvogel
- Pterodroma feae  – Gon-gon
- Pterodroma gouldi  – Grijsmaskerstormvogel
- Pterodroma hasitata  – Zwartkapstormvogel
- Pterodroma heraldica  – Salvins stormvogel
- Pterodroma hypoleuca  – Boninstormvogel
- Pterodroma incerta  – Schlegels stormvogel
- Pterodroma inexpectata  – Regenstormvogel
- Pterodroma lessonii  – Witkopstormvogel
- Pterodroma leucoptera  – Goulds stormvogel
- Pterodroma longirostris  – Stejnegers stormvogel
- Pterodroma macroptera  – Langvleugelstormvogel
- Pterodroma madeira  – Freira
- Pterodroma magentae  – Magentastormvogel
- Pterodroma mollis  – Donsstormvogel
- Pterodroma neglecta  – Kermadecstormvogel
- Pterodroma nigripennis  – Zwartvleugelstormvogel
- Pterodroma occulta  – Vanuatustormvogel
- Pterodroma phaeopygia  – Galápagosstormvogel
- Pterodroma pycrofti  – Pycrofts stormvogel
- Pterodroma sandwichensis  – Hawaiistormvogel
- Pterodroma solandri  – Solanders stormvogel
- Pterodroma ultima  – Murphy's stormvogel